# Simonaitytė
Simonaitytė ist ein litauischer weiblicher Familienname.

## Herkunft
Simonaitytė ist eine Form vom Familiennamen Simonaitis und ist abgeleitet vom litauischen männlichen Vornamen Simonas (siehe auch Simon).

## Personen
- Ieva Simonaitytė (1897–1978), Schriftstellerin
- Živilė Simonaitytė (* 1986), Politikerin, Vizeministerin der Gesundheit und stellvertretende Generalauditorin des Staates